# Thrust SSC

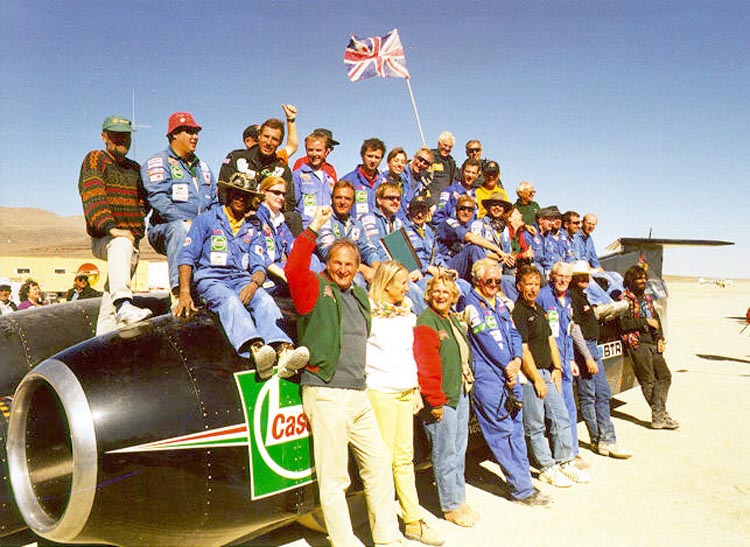
Zespół konstruktorów i obsługi projektu Thrust SSC

Thrust SSC (ang. Super Sonic Car - samochód naddźwiękowy) — brytyjski samochód o napędzie turboodrzutowym zbudowany przez Richarda Noble'a, Glynne'a Bowshera, Rona Ayersa i Jeremyego Blissa do pobicia rekordu prędkości i przekroczenia bariery dźwięku na lądzie. Rekord został pobity 15 października 1997 roku, podczas próby przeprowadzonej na dnie wyschniętego słonego jeziora na pustyni Black Rock w amerykańskim stanie Nevada. Thrust SSC osiągnął prędkość 1227,985 km/h (Ma 1,02) przekraczając barierę dźwięku o około 7 km/h. Poprzednie przekroczenie bariery dźwięku przez trójkołowy pojazd Budweiser Rocket nie zostało uznane.
Thrust SSC został zbudowany z kadłuba amerykańskiego myśliwca F-104 Starfighter i zainstalowanych po bokach dwóch wyposażonych w dopalacze silników turboodrzutowych Rolls-Royce Spey Mk.2 używanych do napędu samolotów F-4 Phantom II. Maszyna miała 14,58 metra długości, 3,7 metra szerokości i ważyła 10 ton. Łączny ciąg silników wynosił 223 kN (co przy maksymalnej prędkości odpowiadało mocy 110 tysięcy KM), które spalały 18 litrów paliwa lotniczego na sekundę, w przeliczeniu wartość ta wynosiła 5500 litrów na 100 km (przy maksymalnej prędkości). Pojazd posiadał cztery koła, co jest warunkiem koniecznym, aby mógł być uznany za samochód, a sterowanie odbywało się przy pomocy kół tylnych. Koła te nie były zamocowane na jednej osi, ale asymetrycznie na dwóch przesuniętych względem siebie w taki sposób, że prawe koło znajdowało się bliżej dziobu maszyny niż lewe. Wszystkie koła maszyny wykonano z bardzo wytrzymałego stopu aluminium, zdolnego znieść ogromne siły odśrodkowe działające na nie przy tak dużych prędkościach obrotowych, dochodzących do 8500 obrotów na minutę. Wykonane przez firmę Dunlop Aviation koła w celu zapewnienia maksymalnego bezpieczeństwa przetestowano do prędkości 9500 obrotów na minutę.
Silniki były zdolne rozpędzić maszynę do prędkości od 0 do 1000 km/h w zaledwie 16 sekund, a osiągnięcie rekordowych 1229,109 km/h w 30 sekund. Zakładana prędkość konstrukcyjna Thrusta SSC to 1368 km/h na odcinku 8 kilometrów.
Warunkiem pobicia rekordu było wykonanie dwóch przejazdów w odstępie nie dłuższym niż godzina. Sterujący samochodem Andy Green zdołał pokonać odcinek w regulaminowym czasie w obu przejazdach przekraczając barierę dźwięku.
W 1983 główny konstruktor Richard Noble próbował pobić rekord prędkości w poprzednim skonstruowanym i pilotowanym przez siebie pojeździe Thrust2 osiągając 1018 km/h. Oba te pojazdy, Thrust2 i Thrust SSC, są eksponatami Muzeum Transportu w Coventry w Anglii.
Powstały różne projekty budowy samochodu zdolnego pobić rekord Thrusta SSC, m.in. Bloodhound LSR i North American Eagle.

## Dane techniczne samochodu Thrust SSC
Producent — G-Force Engeneering, Wielka Brytania

Długość — 14,58 m

Rozstaw osi — 8,11 m

Rozstaw kół przednich — 2.81 m

Rozstaw kół tylnych — 0,29 m

Wysokość — 2,14 m

Szerokość — 3,34 m

Rozmiar kół (szer./śr.) — 0,16 × 0,78 m (koła aluminiowe bez opon)

Masa — 10 t

Sterowanie — asymetrycznie zawieszone koła tylne

Silniki — 2 × Rolls-Royce Spey Mk.2

Ciąg — 223 kN

Długość — 4,73 m

Średnica — 1,09 m

System hamulcowy:
Dla prędkości powyżej 400 km/h — spadochron hamujący o średnicy 2,28 m i maksymalnej sile oporu 10 Ton
Dla prędkości poniżej 400 km/h — spadochron hamujący o średnicy 4,57 m i maksymalnej sile oporu 6 Ton
Dodatkowy system hamulcowy — hamulce tarczowe